# Jumellea pandurata
Jumellea pandurata är en orkidéart som beskrevs av Rudolf Schlechter. Jumellea pandurata ingår i släktet Jumellea och familjen orkidéer. Inga underarter finns listade i Catalogue of Life.